# Château d'Assas (Gard)
Ne doit pas être confondu avec le Château d'Assas (Hérault).
Le château d'Assas est un hôtel du XVIIIe siècle situé au Vigan, dans le département du Gard, en France. 

## Historique
L'hôtel, les bâtiments du portail, ceux des dépendances, ainsi que la cour et le jardin sont classés aux monuments historiques depuis le 9 avril 2002, alors que le bâtiment des communs est inscrit depuis le 9 avril 2002.

## Valorisation du patrimoine
Il accueille, au rez-de-chaussée, des expositions saisonnières, et, à l'étage, une bibliothèque.